# Palacio del Infante don Luis (Boadilla del Monte)
El palacio del Infante don Luis es un edificio situado en el casco urbano del municipio español de Boadilla del Monte, enclavado en la parte occidental de la Comunidad de Madrid. El palacio fue construido en 1765 por Ventura Rodríguez, uno de los arquitectos más prolíficos y destacados del siglo XVIII español, quien concibió así una de las obras más importantes del neoclasicismo madrileño. Además del edificio propiamente dicho, el palacio integra una zona muy extensa ajardinada y agreste al este del núcleo central de la población. 

## Historia

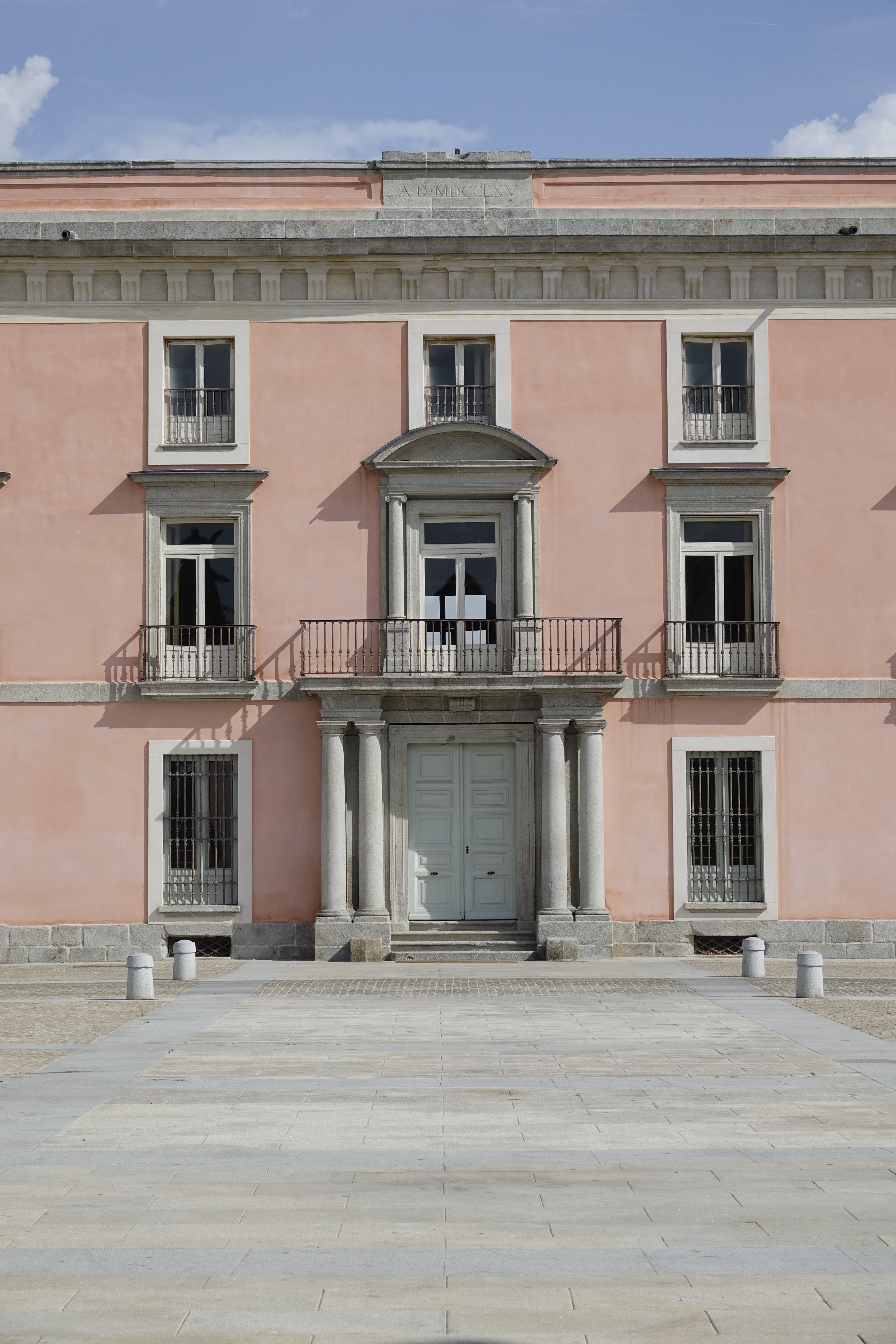
Detalle de la fachada principal con el año de construcción en la parte superior.

El edificio responde a una iniciativa del infante Luis Antonio de Borbón y Farnesio, el menor de los hijos varones del rey Felipe V y hermano de Carlos III, que se hizo con el señorío de Boadilla en 1761, aprovechando las dificultades económicas por las que atravesaba Josefa Micaela de Mirabal, III marquesa de Mirabal, a quien estaba adscrita la zona.

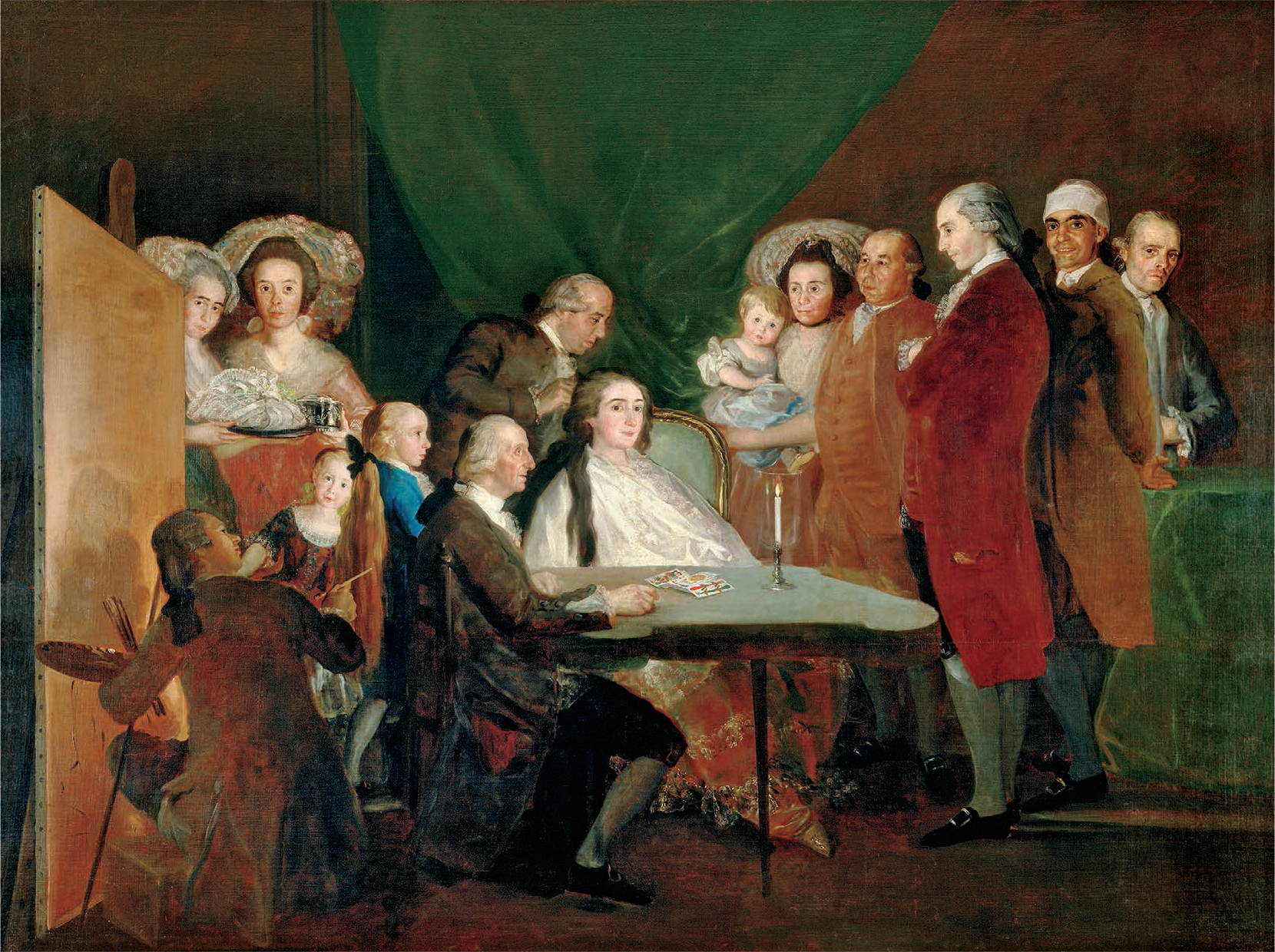
La familia del infante don Luis de Borbón (1784), por Francisco de Goya. El infante residió en el palacio entre 1765, cuando el edificio fue concluido, y 1776.

El actual palacio se alza sobre el antiguo palacio de las Dos Torres, residencia del citado marquesado, que quedó integrado en la estructura a partir de un diseño de Ventura Rodríguez realizado en 1763. Las obras se ejecutaron a un ritmo muy rápido, quedando el edificio prácticamente concluido en 1765, como así figura en una lápida conmemorativa del fin de la construcción, colocada en la fachada principal.
El palacio fue la residencia principal del infante don Luis desde 1765 hasta 1776, año de su matrimonio morganático con María Teresa de Vallabriga, tras el cual se trasladó al palacio de la Mosquera, en Arenas de San Pedro. Entre sus moradores figuró el músico Luigi Boccherini, que estuvo bajo la protección del infante durante su estancia en España.
Tras la muerte del Infante, el palacio pasó a manos de sus descendientes los duques de Sueca que lo habitaron y albergaron en su interior una importantísima colección de arte, gran parte de la cual fue saqueada durante la Guerra Civil (1936-1939). Es entonces cuando la construcción sufrió daños considerables, además de la pérdida de numerosas obras de arte, tras ser utilizado como cuartel y hospital y, posteriormente, reformado y adaptado como internado de niñas del Auxilio Social. En 1974 fue declarado Monumento Nacional, siendo expropiado en 1998 al último propietario, Enrique Ruspoli Morenés, XIX conde de Bañares, por el Ayuntamiento de Boadilla del Monte, que tenía previsto instalar en sus dependencias la sede del Instituto Europeo de Estudios Superiores de Cultura y Comunicación. 
En 2006, el Ayuntamiento cede el palacio a la SGAE por 75 años, para la instalación de un ambicioso proyecto cultural que incluiría un centro de alto rendimiento cultural con auditorio, sala de lectura, archivo-biblioteca y residencia para becarios y profesores y sede de la Fundación Autor, del Instituto Complutense de Ciencias Musicales y del Instituto de Derecho de Autor. El nuevo conjunto se integraría en la red de centros ARTEria que la SGAE abrirá en diversos países. Los planos arquitectónicos que se han difundido muestran en los jardines un edificio soterrado, con un auditorio y otros locales. Pero a finales de 2009 el proyecto de la SGAE fue rechazado por la Dirección General del Patrimonio de la Comunidad de Madrid, por considerar que ponía en peligro los restos arqueológicos hallados en el jardín, entre otros motivos. Tras esto, el Ayuntamiento decidió retirar la concesión. Aunque la SGAE anunció que presentaría un recurso contra la retirada, perdió definitivamente el palacio tras anular los tribunales la cesión en respuesta a la denuncia de un concejal del partido Alternativa por Boadilla. Ya en 2003 el TSJM anuló un proyecto ambicioso del entonces ministro de Defensa, Federico Trillo, que planeaba instalar allí la Escuela Militar Ecuestre y que incluía realizar obras nuevas (viviendas, ascensores y una piscina) en un edificio donde sólo se permiten obras de rehabilitación.
Hasta ahora el palacio ha sido objeto de varias restauraciones, entre las que destacan las emprendidas en 1944, en 1973, en 2006 y en 2014, esta última financiada a través de Fondos FEDER de la Unión Europea.
El palacio fue escenario de algunas escenas de la película Los fantasmas de Goya de Miloš Forman, estrenada en 2006. La productora encargada del rodaje costeó trabajos de remozamiento en el edificio por un importe cercano a 300.000 euros.

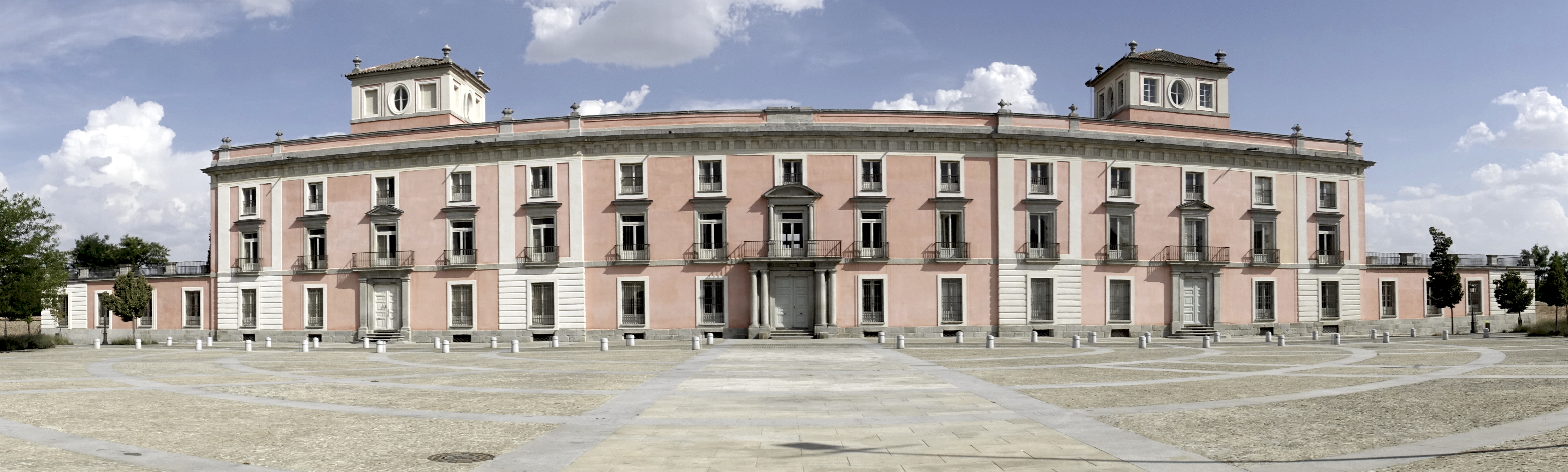
Panorámica de la fachada principal.

## Descripción del edificio

### Exterior

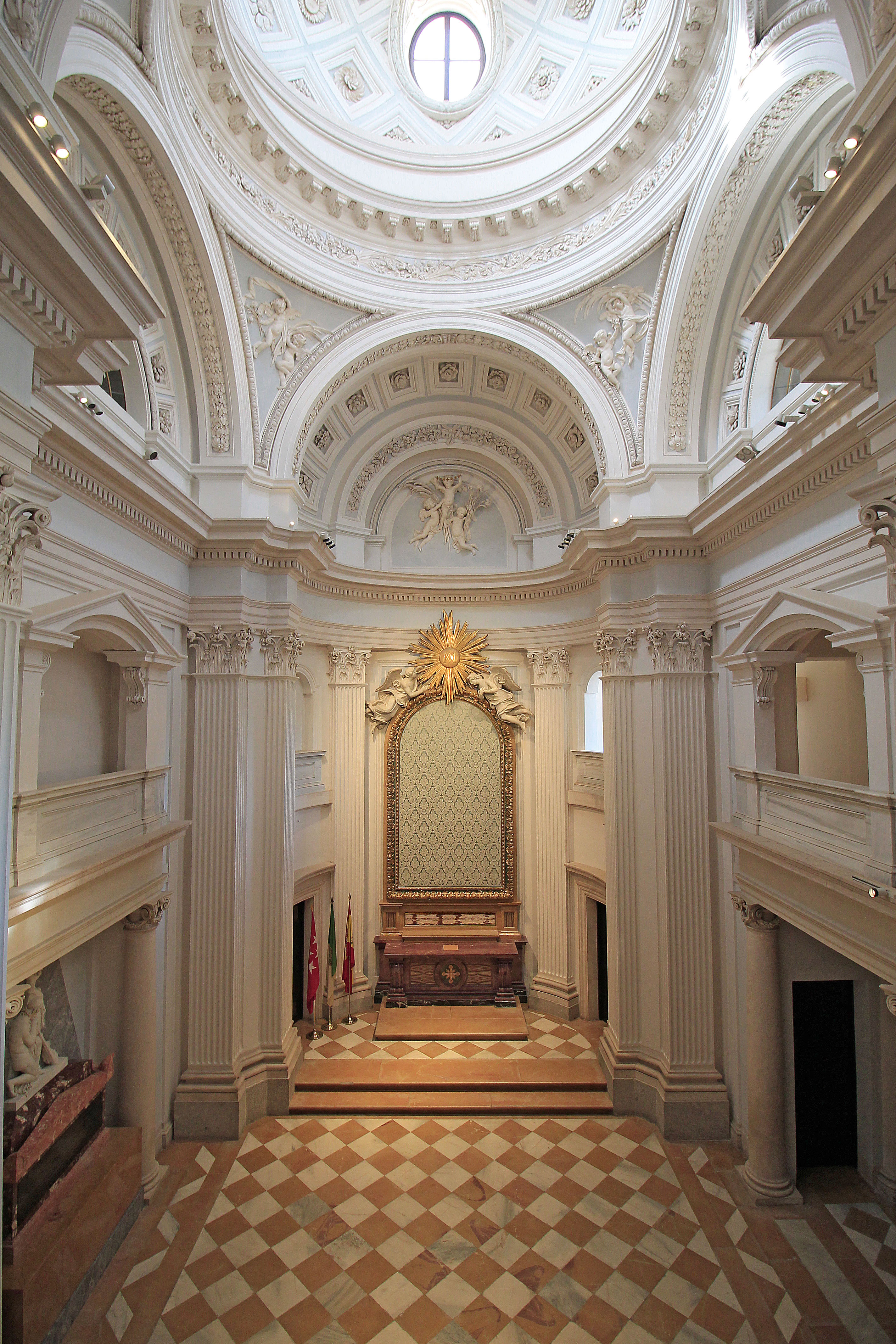
Capilla.

El palacio tiene planta rectangular alargada (17 x 80 m aproximadamente) con la fachada principal de entrada orientada al noroeste y la fachada trasera que da al jardín orientada al sureste. Tiene una superficie construida de 6.302,15 m². Se articula en tres cuerpos principales, levantados a tres alturas, a los que se suman dos cuerpos secundarios, de una sola altura, que flanquean los dos lados.

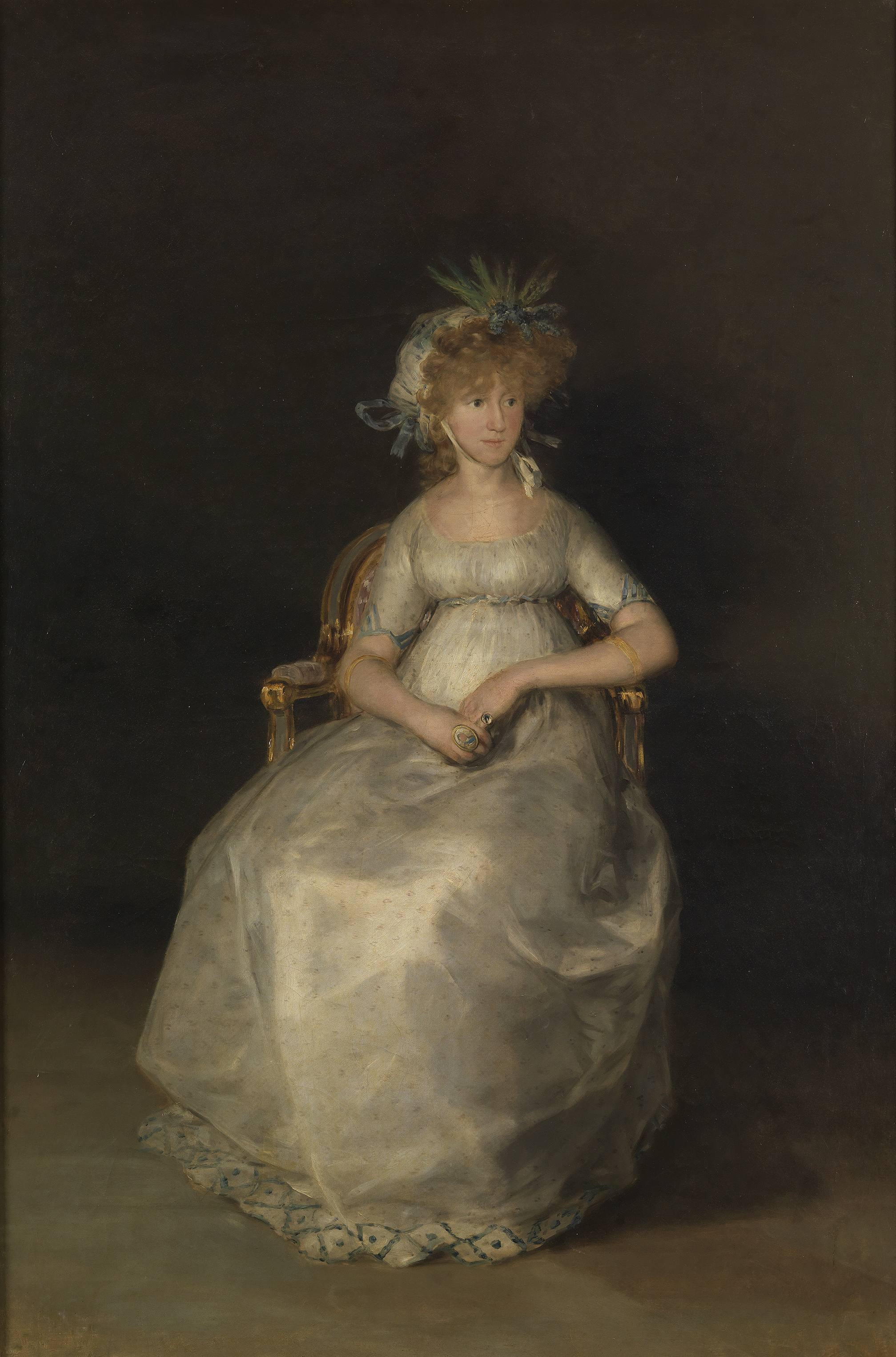
La condesa de Chinchón, por Goya. María Teresa de Borbón y Vallabriga, hija del infante don Luis, está enterrada en la capilla del palacio.

Los materiales empleados en la construcción son, en su mayoría, el ladrillo rojo y, en un segundo plano, la piedra, reservada a las portadas, a los frontones y al zócalo, este último de sillares de granito. Las cubiertas están realizadas en teja árabe.
El conjunto está coronado por dos pequeños torreones situados en los extremos, sobre las cubiertas, que emulan la disposición del primitivo Palacio de las Dos Torres, sobre el que fue erigido el edificio actual. Son de planta cuadrangular y cumplen la función de cuerpos de luz, aunque presentan vanos ovalados que rompen la linealidad del trazado general.
Las dos fachadas principales están proyectadas sin relieve, salvo las portadas, los frontones y la cornisa que remata el edificio, sobre la que aparece un antepecho que oculta la cubierta. Estas dos fachadas, que presentan trazados muy parecidos, son la septentrional, que sirve de acceso, y la meridional, que da a los jardines.  
La portada central está enmarcada con columnas toscanas. Sobre ella se elevan un balcón con columnas jónicas, un frontón semicircular y, por encima de este, una lápida conmemorativa, con la inscripción «A.D. MDCCLXV», en alusión al año en el que el palacio fue finalizado. Las restantes portadas, ubicadas en los laterales, están también presididas por balcones con frontones, si bien triangulares.
Los elementos ornamentales son escasos en el exterior. Estos prácticamente se limitan a la parte superior, adornada con distintos jarrones y dos escudos de armas (correspondientes al rey Felipe V), en piedra blanca de Colmenar de Oreja.

### Interior

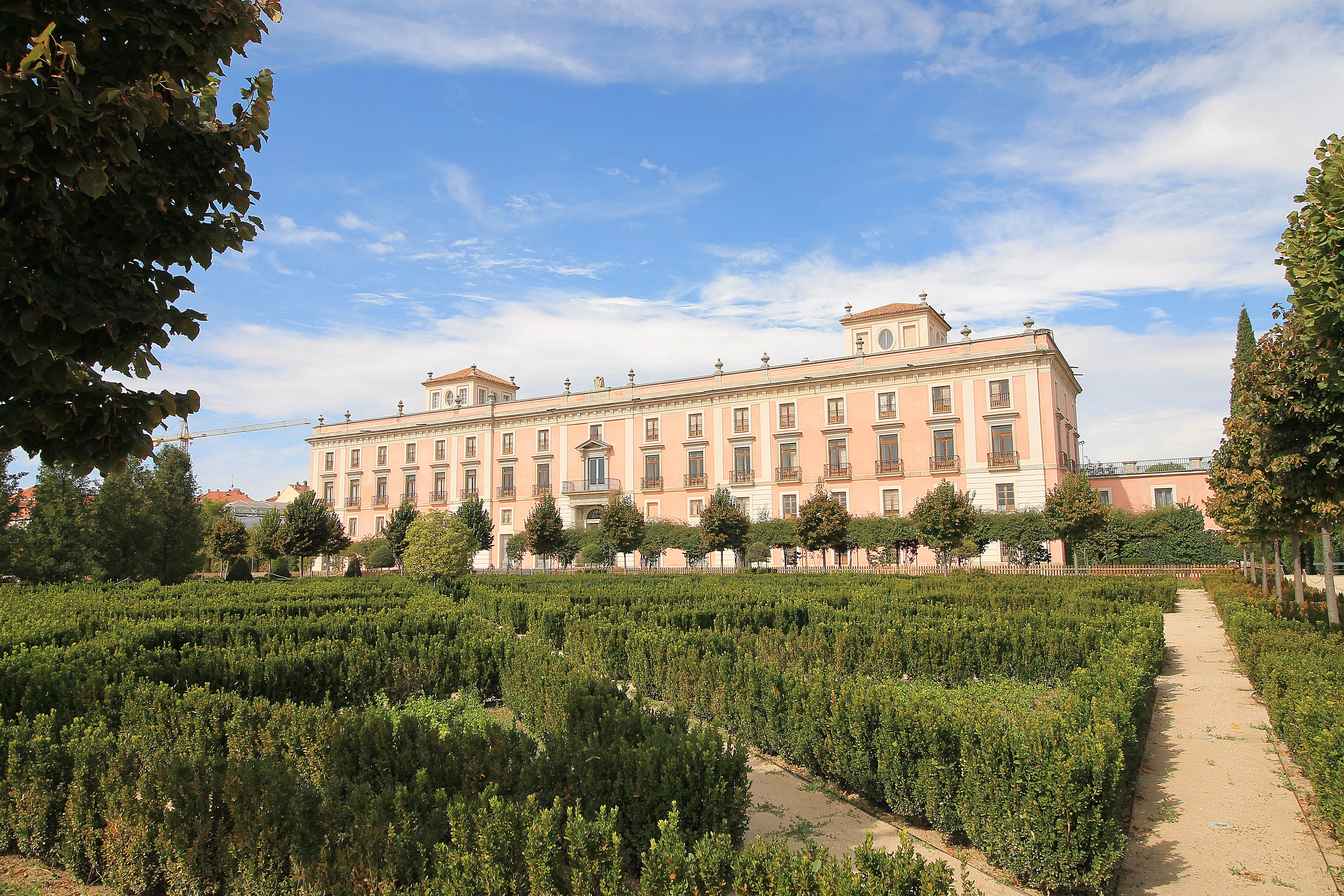
Fachada sureste y jardines.

A diferencia del severo trazado del exterior, el interior destacaba por su suntuosidad, especialmente visible en la capilla, importante muestra del barroco clasicista. La utilización recurrente de motivos corintios, el empleo de materiales como el mármol, el bronce o el estuco y la presencia de elementos decorativos como guirnaldas, ángeles, uvas y flores en los arcos, pechinas, cornisas y bóvedas dan cuenta de la profusión ornamental de esta dependencia.
En la capilla se encuentran los panteones de María Teresa de Borbón y Vallabriga, XV condesa de Chinchón, segunda hija de Luis Antonio de Borbón y esposa de Manuel Godoy; y de María Luisa de Borbón y Vallabriga, duquesa consorte de San Fernando de Quiroga, entre otras personalidades históricas. El panteón de la condesa lo diseñó en 1828 Valeriano Salvatierra, y el de la duquesa es obra de Antonio Solá.
El palacio albergaba una importante colección de obras de arte, entre las que figuraban cuadros de Goya y otros atribuidos a Rembrandt, Murillo, Velázquez y Durero, entre otros artistas. La Madonna Durán, una de las pocas obras seguras de Rogier van der Weyden, salió de este palacio en 1899 al ser adquirida por el coleccionista Pedro Fernández-Durán, quien la legaría al Museo del Prado en 1930.

### Conjunto ajardinado y agreste
El palacio fue edificado en una parcela de 71.469,46 m², dentro de un conjunto ajardinado de trazado regular que, dados los desniveles del terreno, está dispuesto en terrazas, a las que se accede a través de escalinatas. A ello se añade la existencia de una huerta y de un parque agreste, que prolongan la zona ajardinada mediante un concepto integrador de arquitectura palaciega y rural.

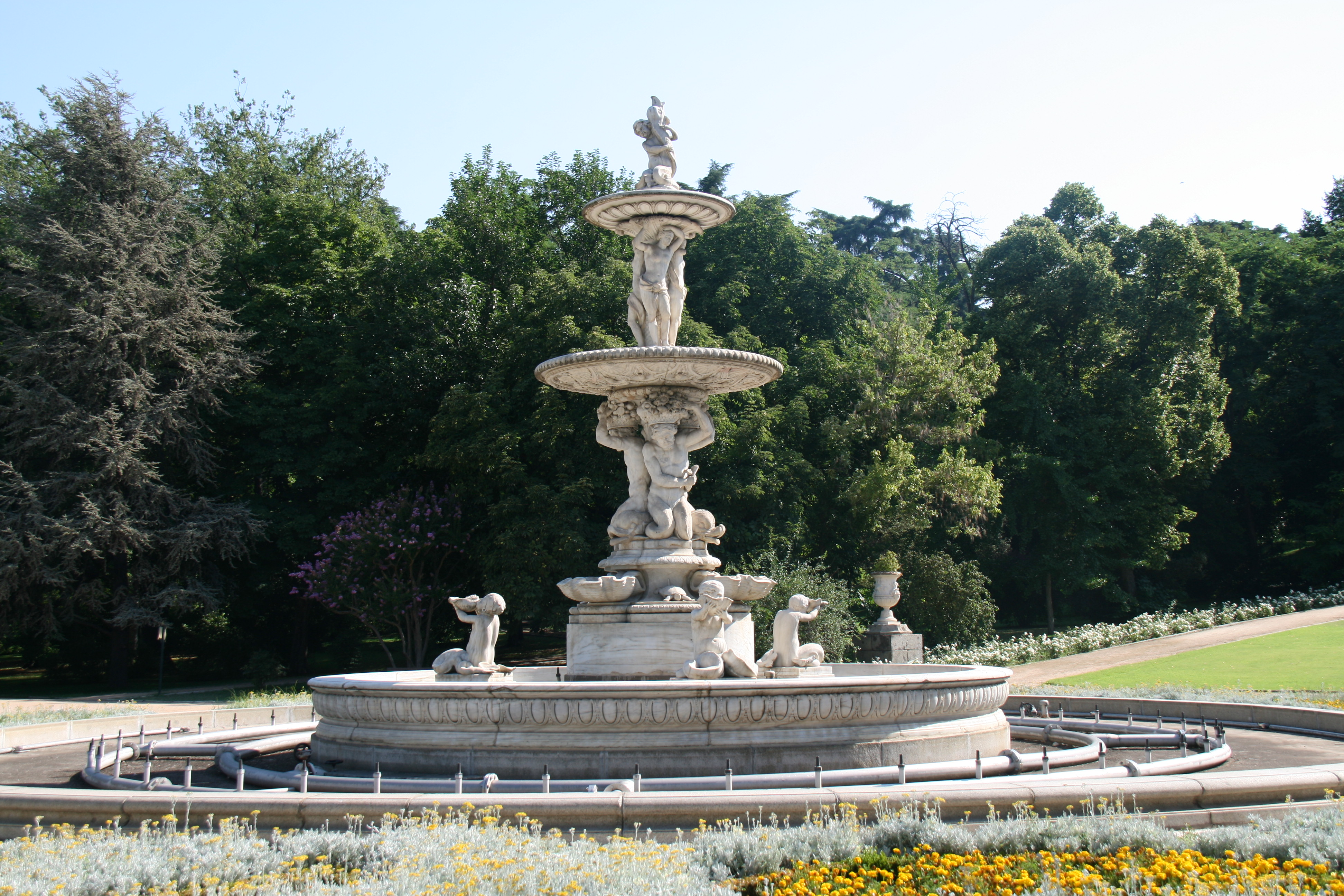
La Fuente de las Conchas, actualmente en los jardines del Campo del Moro, en el Palacio Real de Madrid, era uno de los elementos más destacados del conjunto ajardinado del Palacio del Infante don Luis.

Los jardines responden a un diseño de clara influencia italiana. Se extienden al pie de la fachada meridional del palacio y se distribuyen en dos áreas bien diferenciadas, el jardín alto y el jardín bajo, separados por dos galerías.

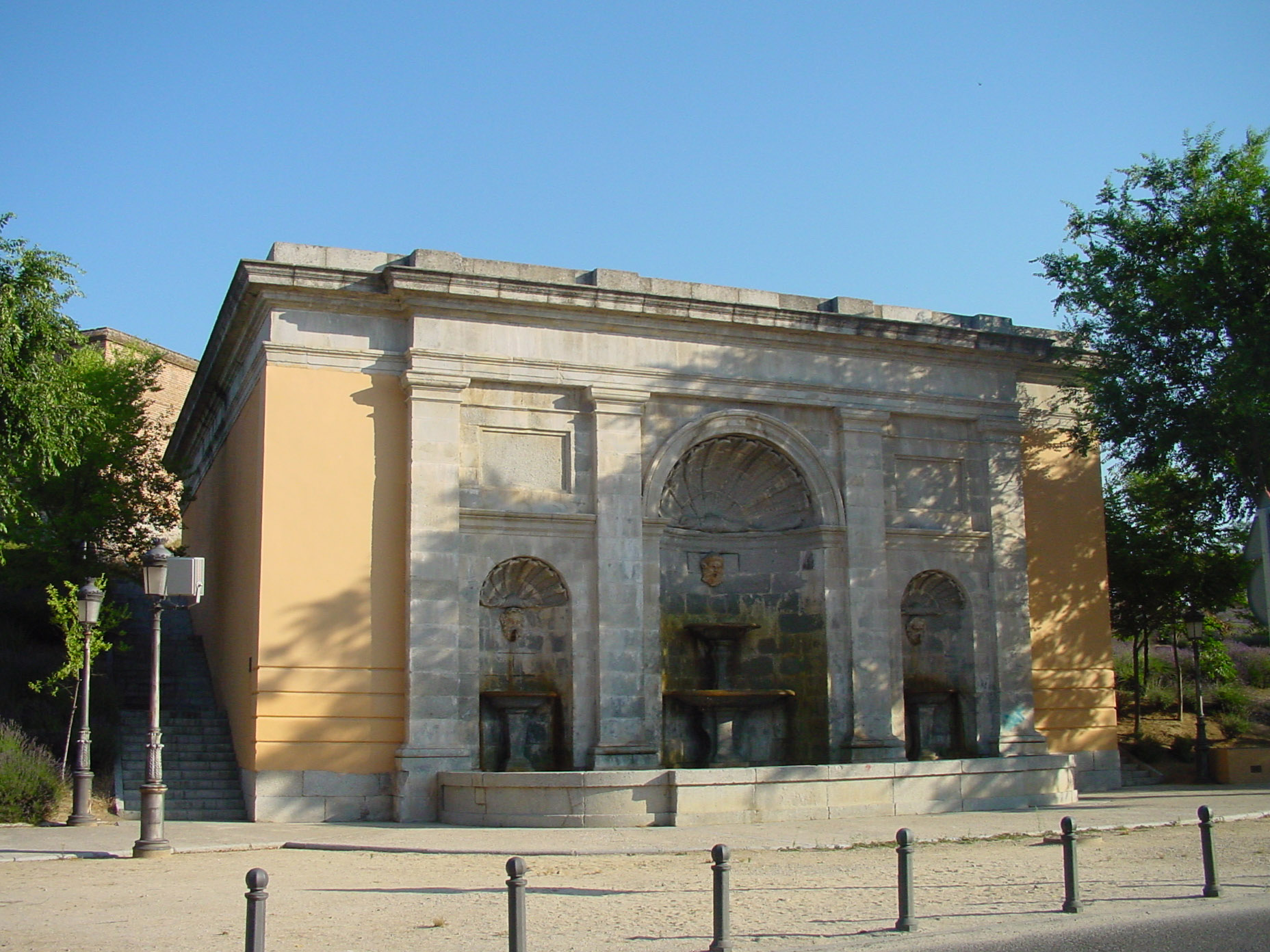
La Fuente de Ventura Rodríguez (o de los Tres Caños).

Ambos contaban con numerosos elementos ornamentales, entre los que cabe destacar tres grutas, un estanque, un puente de piedra y una casa noria, que aún se conservan, además de la Fuente de las Conchas, proyectada por Ventura Rodríguez y esculpida por Felipe de Castro y Manuel Álvarez el Griego, siendo finalizada por este último en 1776. La fuente estuvo situada junto a la fachada posterior de la residencia palaciega hasta principios del siglo XIX, cuando los herederos del infante, los duques de San Fernando de Quiroga, decidieron regalársela a Fernando VII y su esposa María Cristina, siendo instalada en la Real quinta de Vista Alegre. En 1845, este conjunto escultórico fue trasladado al Campo del Moro, junto al Palacio Real de Madrid, donde se exhibe en la actualidad.
En las inmediaciones de la fachada septentrional (la principal) del palacio, formando eje con su puerta de acceso, se halla una fuente (llamada de Ventura Rodríguez, o de los Tres Caños) diseñada también por Ventura Rodríguez, formada por tres nichos y pilastras toscanas. Presidía un recinto ajardinado, que desapareció con la expansión urbana de Boadilla del Monte, extendiéndose sobre su solar actualmente una calle y una plaza.
El recinto está cercado con murallones y paredes de cal y ladrillo descubierto, sobre las cuales descansa una balaustrada de piedra blanca de Colmenar de Oreja. El acceso se realiza a través de cuatro puertas neoclásicas, realizadas en ladrillo y rematadas con frontones triangulares, que se encuentran muy deterioradas.